# Blauraben
Die Blauraben (Cyanocorax) sind eine Gattung aus der Familie der Rabenvögel.

## Merkmale
Alle Arten haben ein sehr dunkles, meist schwarzes Kopfgefieder. Die Färbung des Bauchgefieders reicht von Blau über Purpur und Schwarz bis hin zu leuchtendem Weiß und Gelb. Einige Arten haben blaue Gesichtgefieder und büschelförmige Stirngefieder. Der Sexualdimorphismus ist bei den Arten nicht ausgeprägt.
Die kleinsten Vertreter, die Grünhäher, sind etwa 25–27 cm groß, die größten, die Trauerblauraben, sind 35–41 cm groß.

## Verbreitung
Cyanocorax kommt in der Neotropis, vom südlichen Texas über Mittelamerika bis nach Südamerika, vor.

## Arten
Vier Arten bilden die Untergattung der Cissilopha-Häher. Diese haben alle einen schwarzgefiederten Kopf und eine schwarze Unterseite sowie eine blaue Oberseite und einen blauen Schwanz. Sie kommen von Mexiko bis nach Nicaragua vor. In geographischer Reihenfolge ihres Verbreitungsgebietes:
- Trauerblaurabe (C. beecheii)
- Acapulcoblaurabe (C. sanblasianus)
- Yucatánblaurabe (C. yucatanicus)
- Hartlaub-Blaurabe (C. melanocyaneus)
- Schwarzkehl-Elsternhäher (C. colliei)
- Weißkehl-Elsternhäher (C. formosus)

Im tropischen Südamerika trifft man mit zehn verschiedenen Arten auf die größte Artenvielfalt bei Blauraben. Auch diese haben alle ein schwarzes Kopfgefieder. Die meisten Arten haben ein weißes Untergefieder, einige aber auch ein grau-, blau- oder purpurfarbenes.
- Kappenblaurabe (C. chrysops)
- Cayenneblaurabe (C. cayanus)
- Krauskopf-Blaurabe (C. cristatellus)
- Purpurblaurabe (C. cyanomelas)
- Weißnacken-Blaurabe (C. cyanopogon)
- Fliederblaurabe (C. heilprini)
- Weißschwanz-Blaurabe (C. mystacalis)
- Hyazinthenblaurabe (C. violaceus)
- Azurblaurabe (C. caeruleus)
- Hafferblaurabe (C. hafferi; 2013 erstbeschrieben)

Die verbleibenden vier Arten sind in Mexiko, Mittelamerika und dem nördlichen Südamerika verbreitet. Auch sie haben alle ein nahezu schwarzes Kopfgefieder und eine helle Unterseite. Der Braunhäher wurde von einigen Wissenschaftlern nicht als Blaurabe angesehen, sondern bildete als einziger Vertreter die Gattung Psilorhinus.
- Schwarzbrust-Blaurabe (C. affinis)
- Schopfblaurabe (C. dickeyi)
- Grünhäher (C. yncas)
- Braunhäher (C. morio)

## Bildergalerie

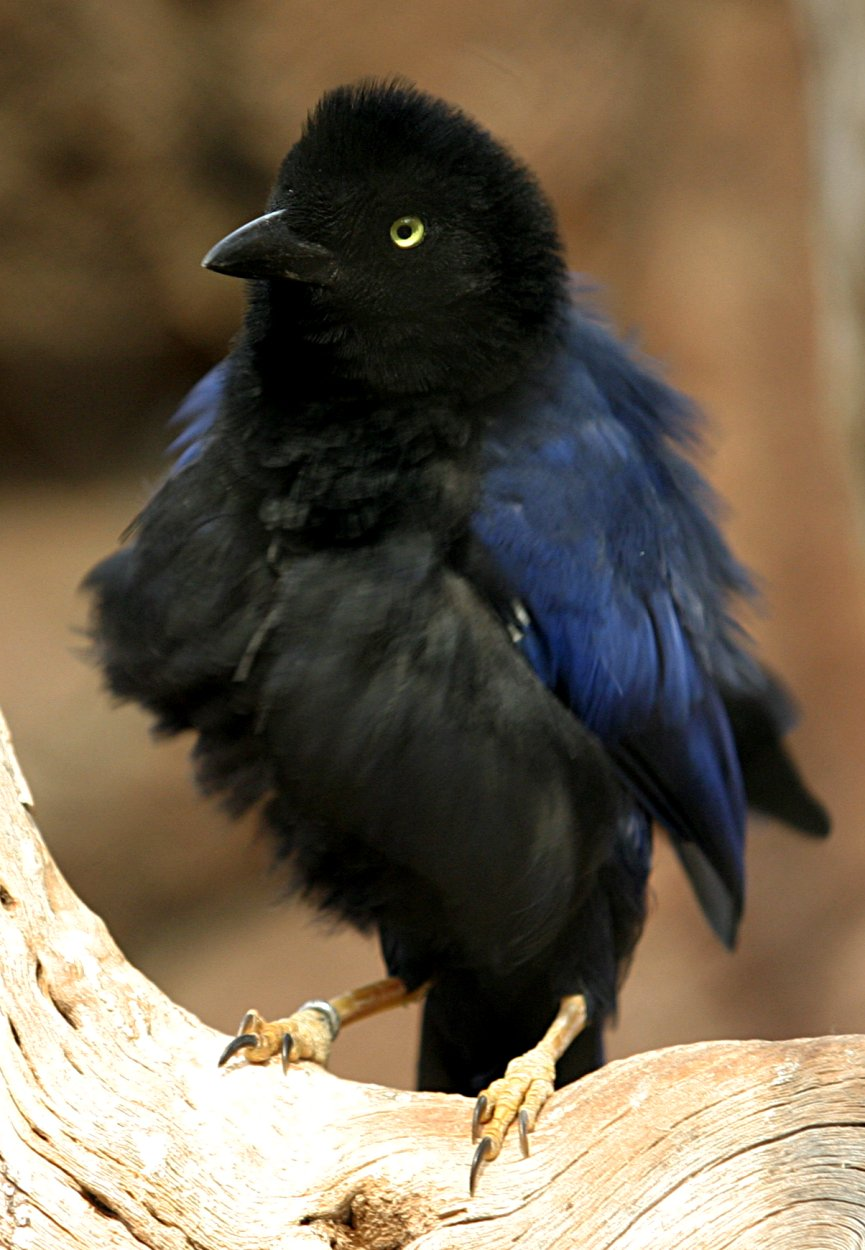
Trauerblaurabe
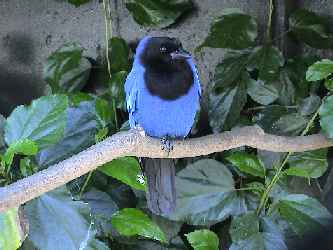
Azurblaurabe
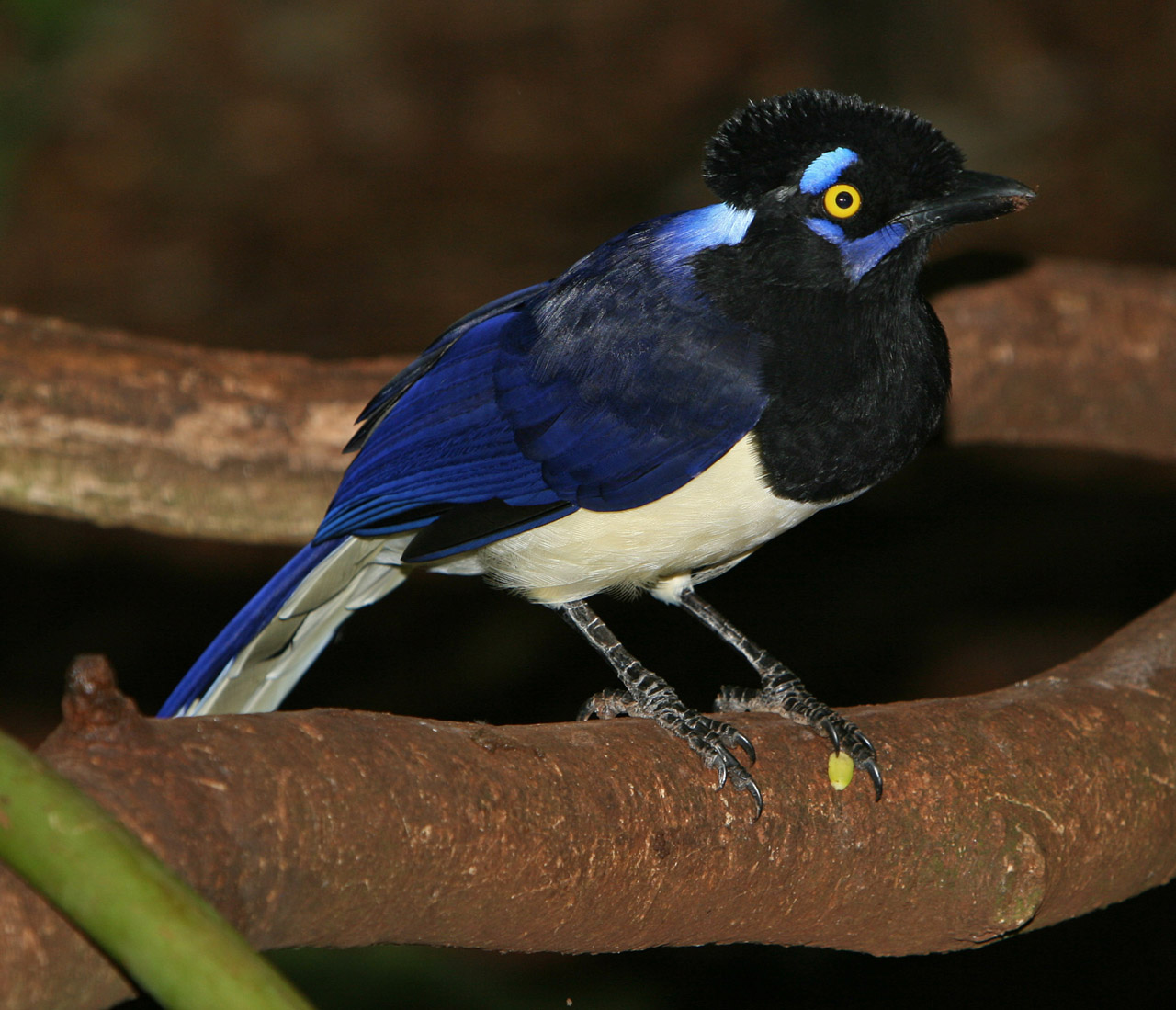
Kappenblaurabe
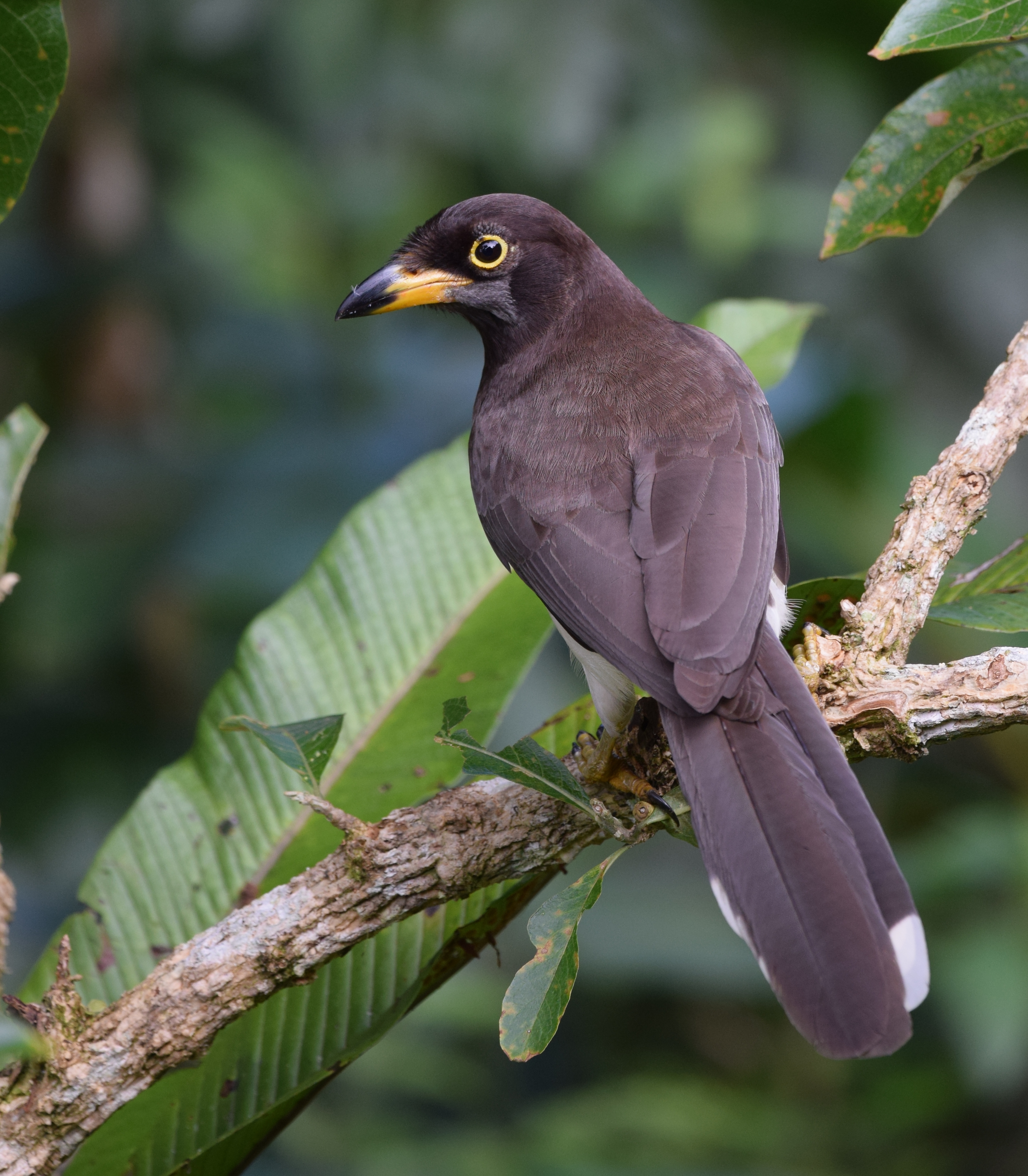
Braunhäher
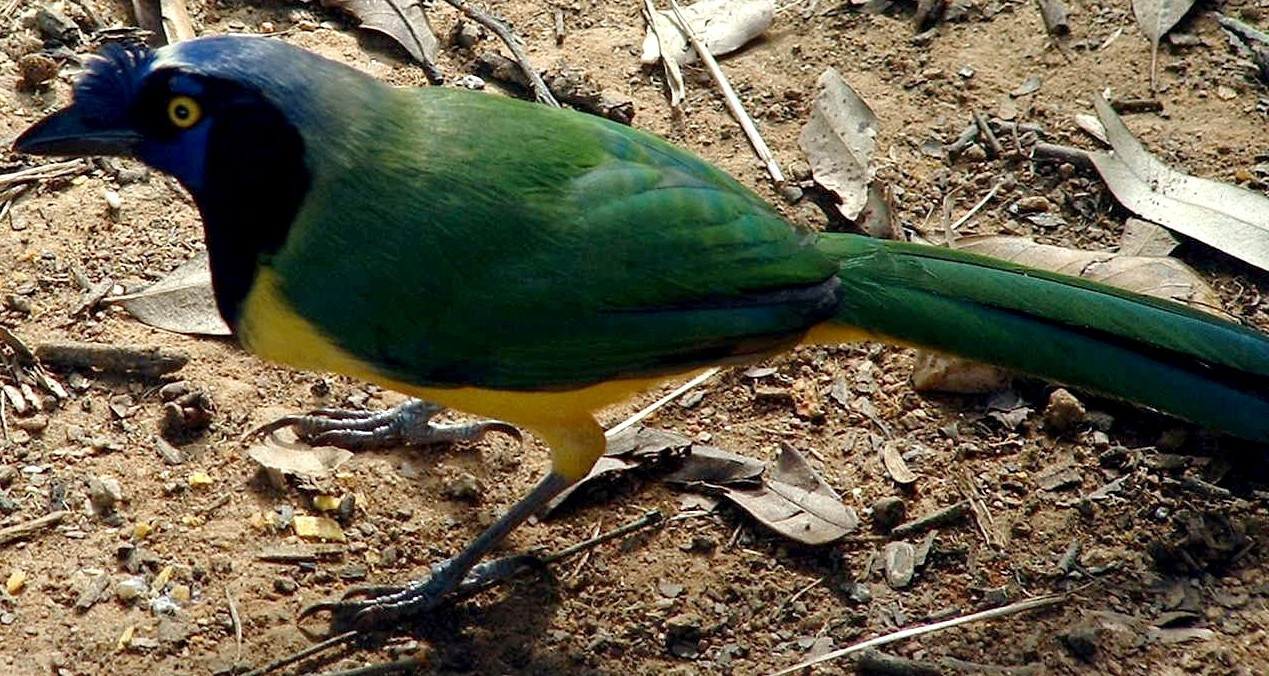
Grünhäher
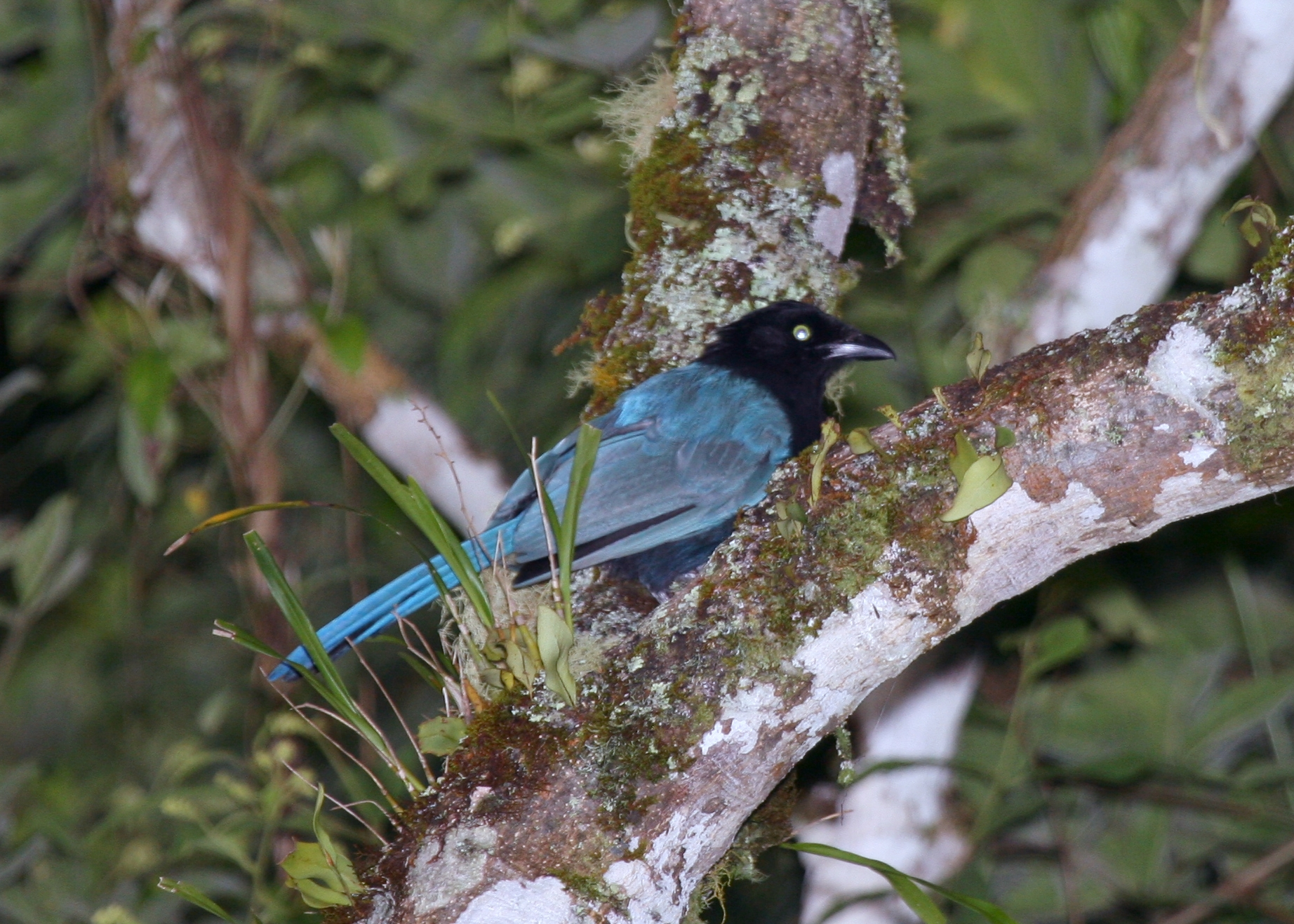
Hartlaub-Blaurabe
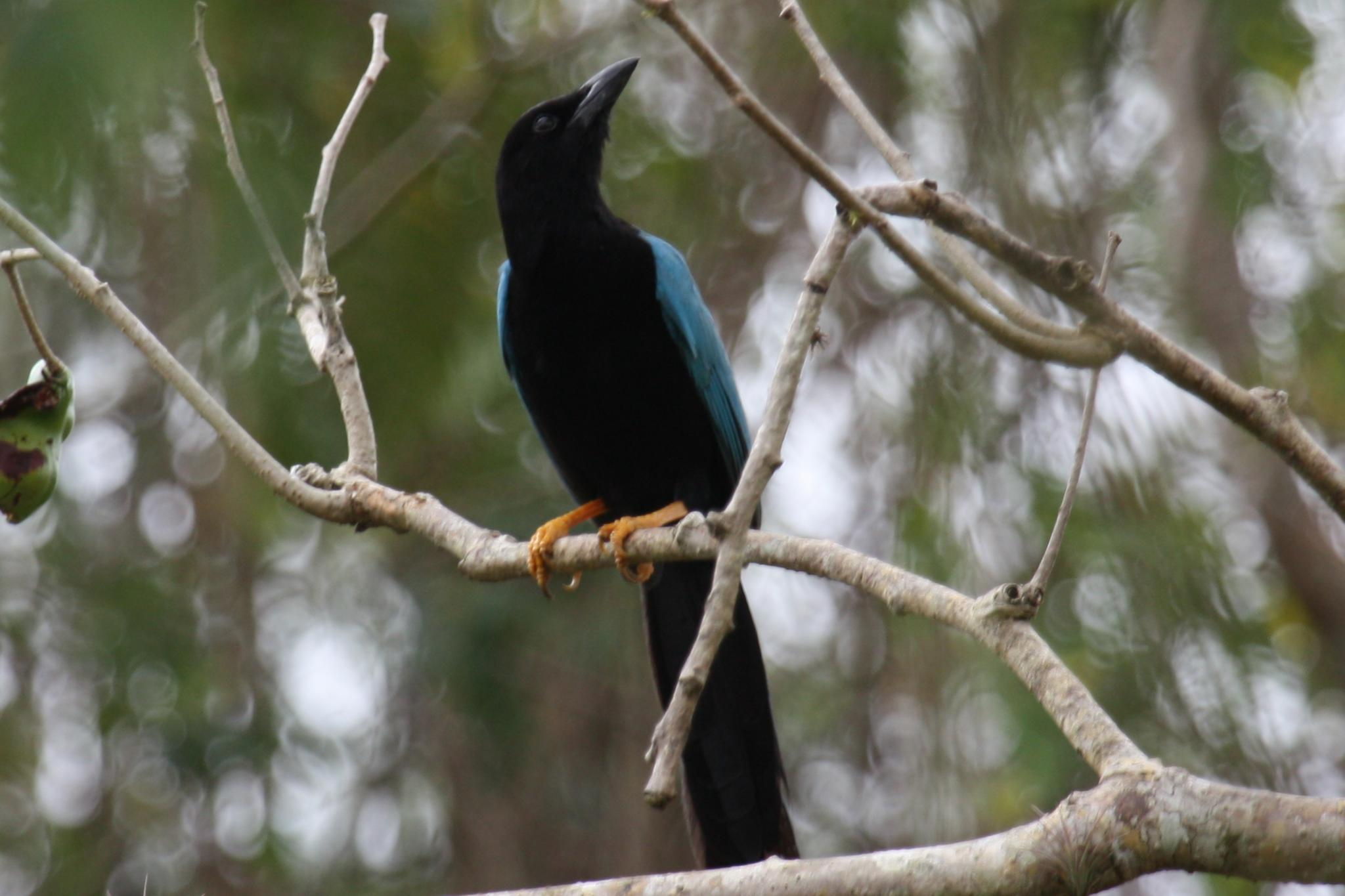
Yucatánblaurabe
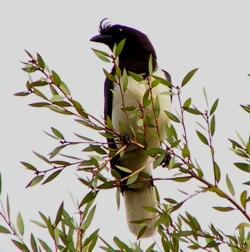
Krauskopf-Blaurabe